# Il giardino della violenza
Il giardino della violenza (The Young Savages) è un film del 1961 diretto da John Frankenheimer.
Scritto da Edward Anhalt e J.P. Miller sulla base del romanzo La vita ladra di Evan Hunter, si tratta del film d'esordio di Telly Savalas, che interpreta la parte di un ufficiale di polizia.

## Trama
Nella parte ispanica del quartiere di Harlem a New York, il quindicenne cieco Roberto Escalante viene brutalmente accoltellato a morte in pieno giorno da tre giovani di origine italiana. Dopo l'omicidio, gli autori del delitto si danno alla fuga gettando via le armi del delitto ma i tre sono presto catturati ed anche i coltelli, successivamente, verranno ritrovati ed inviati alla Scientifica. Gli arrestati sono tre minorenni che si chiamano Danny Di Pace, Arthur Reardon e Anthony "Batman" Aposto, tutti membri dei Thunderbirds, una banda giovanile che si scontra spesso, nelle strade del quartiere, con quella degli Horsemen composta da altrettanto giovani portoricani. Il procuratore distrettuale e candidato governatore dello Stato Dan Cole spinge perché venga inflitta ai tre adolescenti la pena di morte, ritenendo che una così severa condanna possa fruttargli più voti e condivide questa opinione con il suo assistente Hank Bell che sarà il pubblico ministero al processo. Al funerale di Roberto Escalante anche la madre chiede la pena di morte per i tre ragazzi mentre la moglie di Bell, Karin, di idee progressiste, è contraria alla pena capitale che il marito intende richiedere e non ne fa mistero. Vi sono, inoltre, altri fattori determinanti: Danny è il figlio di Mary, l'ex fidanzata di gioventù di Bell, ed il ragazzo, qualche tempo prima, aveva difeso un ragazzino portoricano dalla violenza dei suoi stessi amici italiani ed, inoltre, pure Hank Bell, il cui cognome originario era Bellini, proviene dalla parte italiana di quel quartiere ghetto da cui ne è uscito grazie allo studio ed al duro lavoro. Bell, ascoltando la moglie, l'ex fidanzata e la propria coscienza, decide di indagare su entrambe le bande, proprio nel loro ambiente e fa alcune scoperte sorprendenti: Roberto Escalante, il ragazzo cieco accoltellato, era, in effetti, uno dei capi degli Horsemen ed aveva il compito, durante gli scontri di strada, di nascondere le armi usate dai suoi amici sotto il cappotto in caso di arrivo della polizia che mai avrebbe potuto sospettare e perquisire un ragazzo non vedente, permettendo così che i portoricani la facessero sempre franca. Apprende, inoltre, che Roberto faceva da "protettore" a Louisa, la sorella sedicenne, costretta dalla miseria a prostituirsi, procurandole anche i clienti.
Durante l'udienza in tribunale, Bell porta a testimoniare proprio Louisa che era presente al momento dell'omicidio e, in alcuni drammatici interrogatori, mette a fuoco le diverse psicologie dei tre ragazzi imputati e riesce ad appurare come i fatti si erano davvero svolti. Le conclusioni sono che Anthony è mentalmente ritardato e Danny non ha mai pugnalato la vittima. Ciò significa che la colpa principale ricade su Reardon, un vigliacco che viene condannato ad una pena detentiva di almeno 20 anni mentre Anthony è inviato al manicomio criminale e Danny riceve una pena di un solo anno per favoreggiamento.